# Park Byung-joo
Park Byung-joo (* 23. April 1979 in Gunsan) ist ein südkoreanischer Biathlet und Skilangläufer.
Er gehört zum Verein KAFAC und wird von Shin Yong-sean trainiert. Park nimmt seit 1996 an Skilanglaufwettbewerben teil, betreibt seit 1999 Biathlon und wohnt in Gangwon-do.

## Langlauf
Von 1996 bis 2006 nahm er vorwiegend am Continental Cup teil. Bei den Olympischen Winterspielen 1998 in Nagano erreichte er den 79. Rang über 10 km klassisch und den 67. Platz im 25-km-Verfolgungsrennen. Ein Jahr später belegte er bei den Nordischen Skiweltmeisterschaften 1999 in Ramsau am Dachstein den 75. Platz über 10 km klassisch und den 66. Platz im 25-km-Verfolgungsrennen. Im November 2001 lief er in Kuopio sein erstes von bisher drei Skilanglauf-Weltcuprennen, welches er auf den 94. Platz über 15 km klassisch beendete. Bei den Olympischen Winterspielen 2002 in Salt Lake City errang er den 62. Platz über 15 km klassisch und 55. Rang im 30-km-Massenstartrennen. Seine besten Platzierungen bei den Olympischen Winterspielen 2006 von Turin waren der 63. Rang im Sprint und der 18. Platz im Teamsprint.

## Biathlon
Im Biathlon debütierte Park 2006 international bei einem Biathlon-Europacup-Rennen in Obertilliach und wurde 98. des Sprints. Zuvor war er schon für die Olympischen Winterspiele 2006 von Turin vorgesehen, wo jedoch Park Yun-bae der Vorzug gegeben wurde. Ein Jahr später lief der Südkoreaner in Kontiolahti sein erstes Weltcup-Rennen und wurde 109. des Einzels zur Saisoneröffnung. Von nun an wechselte Park bei seinen Einsätzen immer wieder zwischen Weltcup und Europa- beziehungsweise IBU-Cup. Seine erste Teilnahme bei Weltmeisterschaften hatte er  2008 in Östersund. Im Sprint kam er auf den 98. Platz, im Einzel erreichte er als 89. zugleich sein bislang bestes Weltcup-Resultat. Mit der Mixed-Staffel an der Seite von Jo In-hee, Lee In-bok und Mun Ji-hee wurde Park 19. In derselben Besetzung schaffte die Staffel wenig später bei einem Weltcup-Rennen im heimischen Pyeongchang Rang 14. Bei den Biathlon-Weltmeisterschaften 2009 in Pyeongchang errang er den 102. Platz im Sprint, den 101. Rang im Einzel und den 23. Platz mit der Staffel. Nach der Saison 2008/09 wechselte Park wieder zum Skilanglauf. Dort trat er bis 2012 vorwiegend beim Far East Cup, den er 2010 auf den dritten Platz in der Gesamtwertung beendete. Im Januar 2010 wurde er südkoreanischer Meister über 10 km klassisch. Bei den Winter-Asienspiele 2011 gewann er Bronze mit der Staffel und Bronze zusammen mit Jung Eui-Myung im Teamsprint.

### Biathlon-Weltcup-Platzierungen
Die Tabelle zeigt alle Platzierungen (je nach Austragungsjahr einschließlich Olympische Spiele und Weltmeisterschaften).
- 1.–3. Platz: Anzahl der Podiumsplatzierungen
- Top 10: Anzahl der Platzierungen unter den ersten zehn (einschließlich Podium)
- Punkteränge: Anzahl der Platzierungen innerhalb der Punkteränge (einschließlich Podium und Top 10)
- Starts: Anzahl gelaufener Rennen in der jeweiligen Disziplin

| Platzierung                      | Einzel | Sprint | Verfolgung | Massenstart | Staffel | Gesamt |
| -------------------------------- | ------ | ------ | ---------- | ----------- | ------- | ------ |
| 1. Platz                         |        |        |            |             |         |        |
| 2. Platz                         |        |        |            |             |         |        |
| 3. Platz                         |        |        |            |             |         |        |
| Top 10                           |        |        |            |             |         |        |
| Punkteränge                      |        |        |            |             | 5       | 5      |
| Starts                           | 5      | 7      |            |             | 5       | 17     |
| Stand: nach der Saison 2009/2010 |        |        |            |             |         |        |